# Hasenpfanne

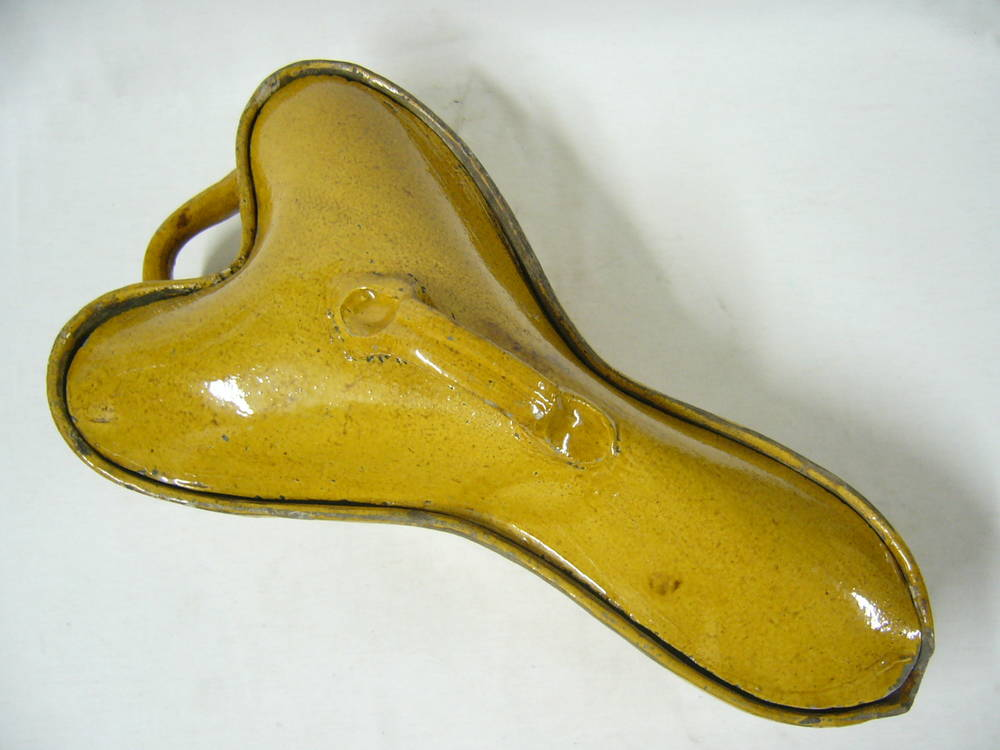
Hasenpfanne aus Steinzeug, Deutschland um 1810, im Museum für Sächsische Volkskunst in Dresden

Eine Hasenpfanne (auch Hasenbrat- oder Hasenbratenpfanne, fränkisch Hosnpfanna oder Hosnbrodnpfanna) ist ein Bratgefäß für Hasenbraten, das bis zum 20. Jahrhundert im deutschsprachigen Gebiet allgemein gebräuchlich war. Heute gibt es Hasenpfannen hauptsächlich nur noch als Sammler- oder Museumsstücke.

Die Hasenpfannen haben eine etwa Achter- oder Ypsilonform, welche passgenau zu einem (zum Braten vorbereiteten) Hasenrücken mit Vorder- und Hinterläufen geformt sind. Der Hase wird so in den Topf hineingelegt, dass die Schlegel in den beiden hinteren Ausbuchtungen der Pfanne liegen. Hasenpfannen haben einen Deckel, um ein gleichmäßiges Garen zu erzielen, wobei manche Deckel flach sind, um sie mit glühenden Kohlen belegen und dadurch Oberhitze erzeugen zu können. Auch Hackbraten wurde in diesen Pfannen zubereitet, woher wohl der Name „falscher Hase“ kommt. So heißt es in Kochbüchern des 19. Jahrhunderts: „... formirt einen Hasen von dem Gehäck, ... legt man ihn langsam in die Hasenpfanne.“

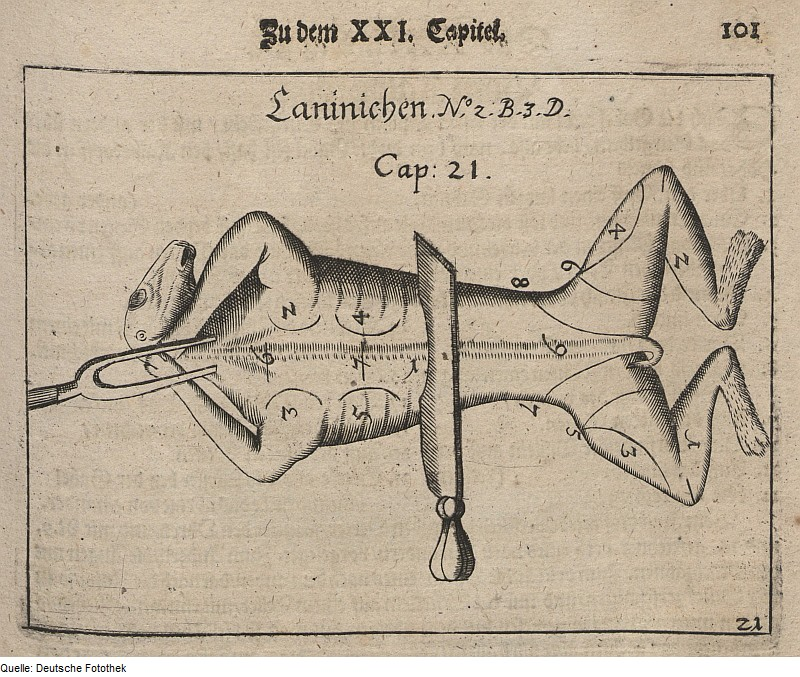
Hasenbraten vorbereiten

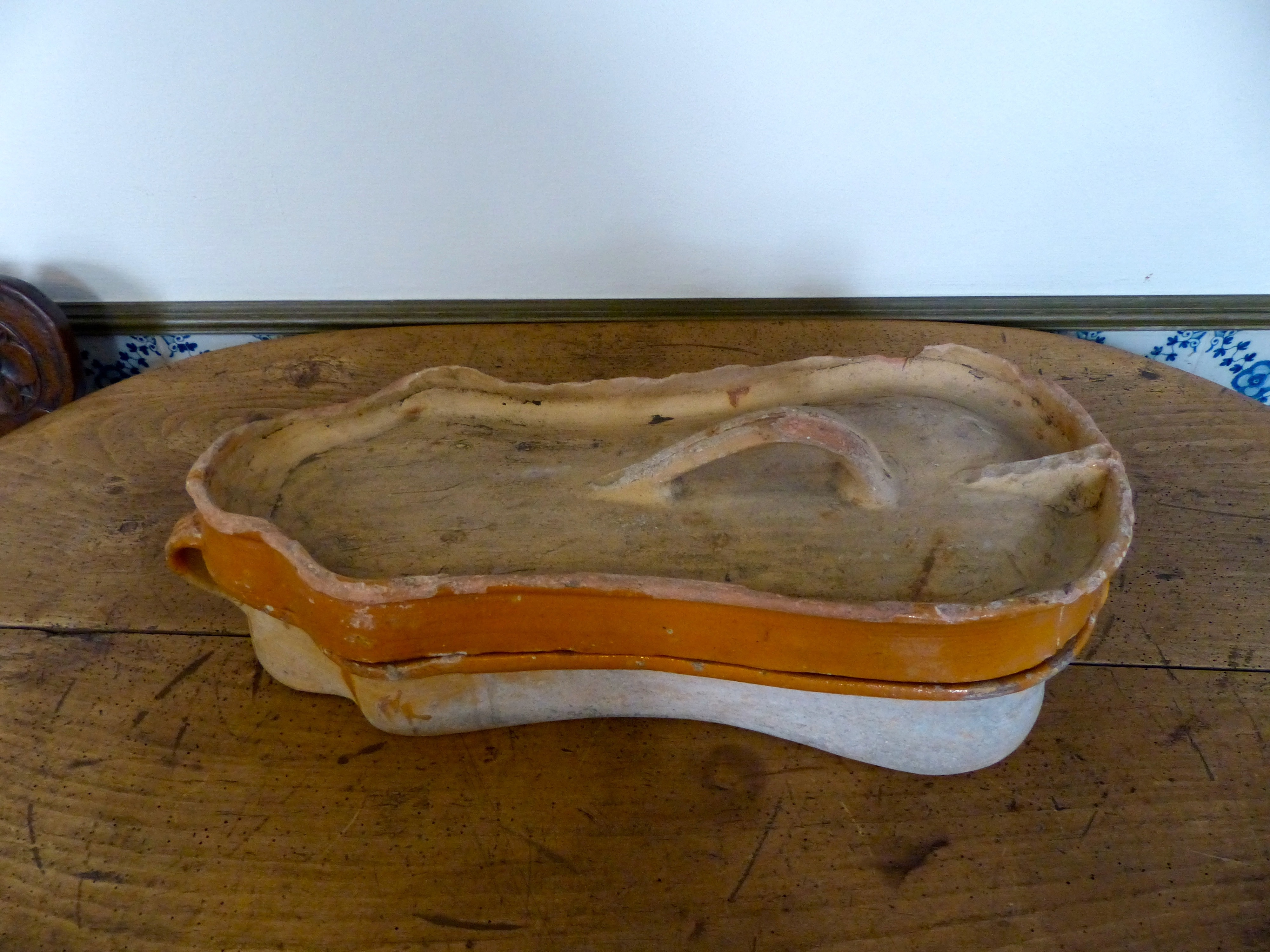
Hasenpfanne mit flachem Kohlendeckel, Couven-Museum, Aachen

Hasenpfannen gab es in keramischen, kupfernen, gusseisernen und emaillierten Ausführungen; viele kupferne Gefäße mussten den Kriegsmetallsammlungen während des Ersten Weltkrieges geopfert werden, was auch die Zahl der kupfernen Hasenpfannen reduziert hat.

## Hersteller

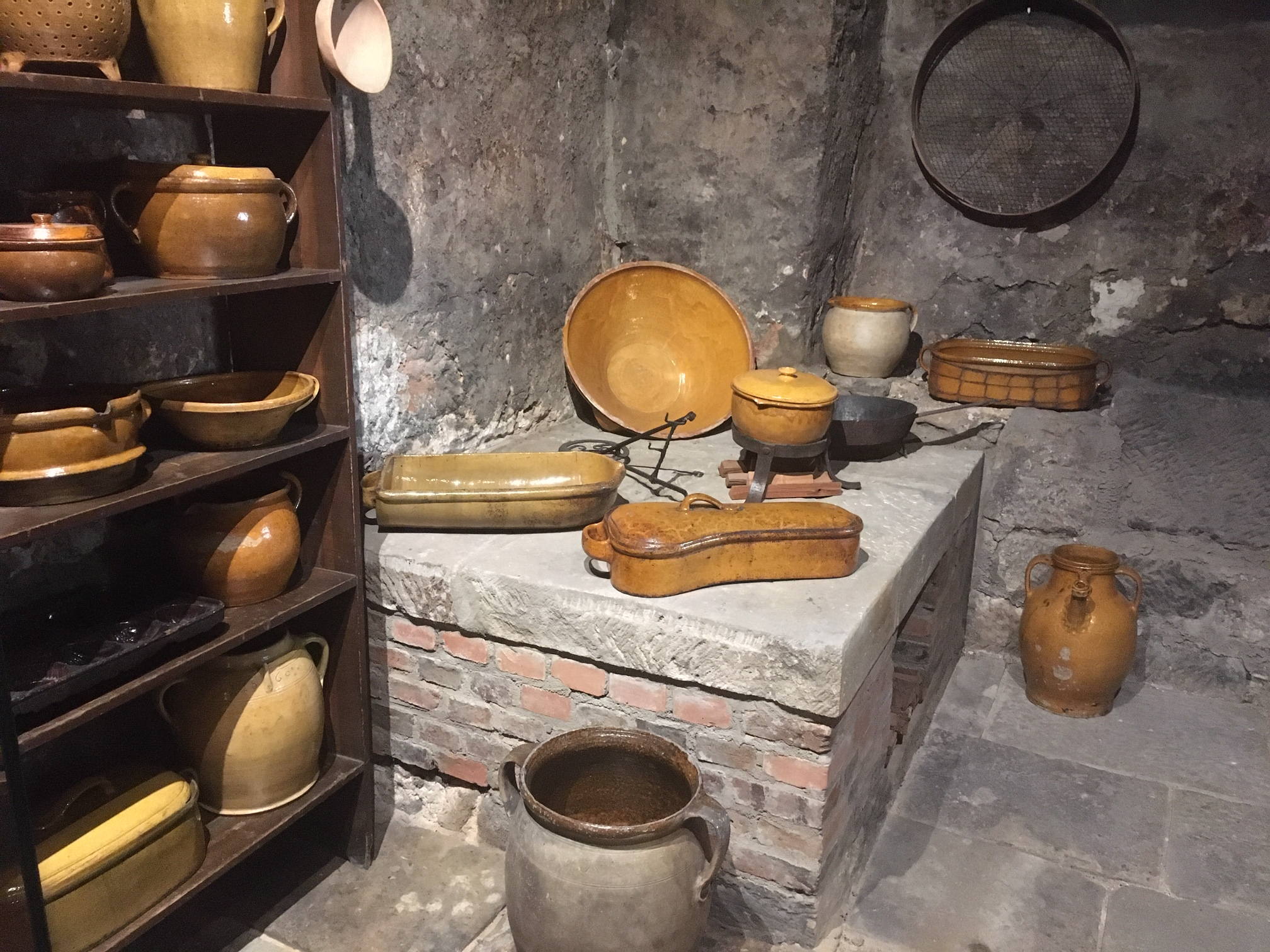
Hasenbratenpfanne der Töpferei Freund um 1910 im Töpfermuseum Thurnau (ganz vorne auf dem Ofen)

Hasenpfannen wurden unter anderem in Thurnau, einer Marktgemeinde im oberfränkischen Landkreis Kulmbach in Bayern, hergestellt.
Von den Thurnauer Töpfereien wurde als wichtigstes Produkt der für sie namensgebende Topf, auch Hafen genannt, hergestellt. Für einige Gerichte wurden spezielle Gefäßformen erzeugt, so auch die Hasenbratenpfanne.
Die Töpferei Freund produzierte von 1784 bis 1932 in Thurnau. 
Die Koch- und Bratentöpfe aus Thurnau blieben unverziert, da sie dem offenen Feuer ausgesetzt wurden. Die Glasur bildet einen sehr harten glasartigen, wasserundurchlässigen Überzug. Die typische honiggelbe, seidenweich glänzende Färbung entsteht durch die Verwendung von Bleierz und Roteisenstein.